# Michael Baur
Michael Baur (* 16. duben 1969) je bývalý rakouský fotbalista.

## Reprezentace
Michael Baur odehrál 40 reprezentačních utkání. S rakouskou reprezentací se zúčastnil Mistrovství světa 1990.

## Statistiky
| Rakousko | Rakousko | Rakousko |
| Roky     | Záp.     | Góly     |
| -------- | -------- | -------- |
| 1990     | 2        | 0        |
| 1991     | 7        | 0        |
| 1992     | 7        | 1        |
| 1993     | 6        | 1        |
| 1994     | 1        | 0        |
| 1995     | 0        | 0        |
| 1996     | 0        | 0        |
| 1997     | 0        | 0        |
| 1998     | 0        | 0        |
| 1999     | 0        | 0        |
| 2000     | 2        | 1        |
| 2001     | 8        | 2        |
| 2002     | 7        | 0        |
| Celkem   | 40       | 5        |